# Per Olof Ultvedt

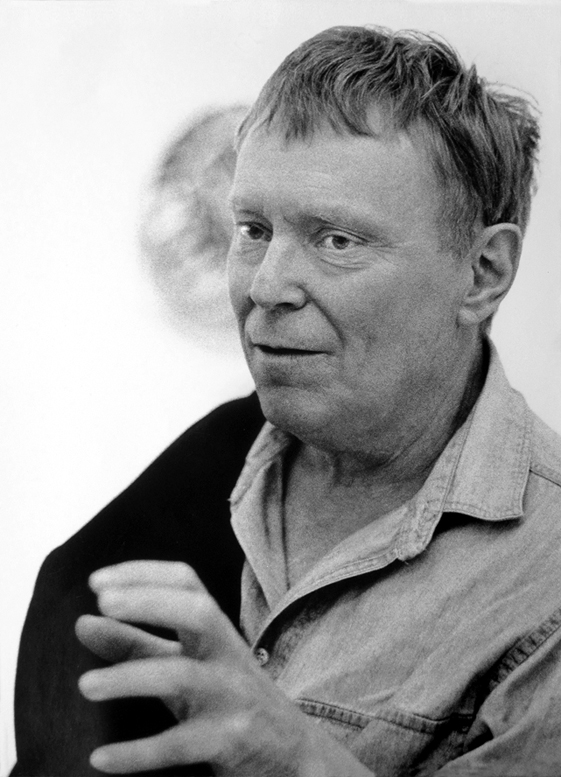
Per Olof Ultvedt, 1988

 Per Olof Ultvedt (* 5. Juli 1927 in Kemi, Finnland; † 21. November 2006 in Lidingö, Schweden) war ein finnischer Maler, Grafiker, Bühnenbildner und Bildhauer, der in Stockholm, Schweden, lebte und arbeitete. Er gilt als ein wichtiger Vertreter der Kinetischen Kunst in Skandinavien.

## Leben und Werk
Per Olof Jörgensen Hungerholt Ultvedt wurde in Kemi, Finnland, geboren. Im Jahr 1938 zog seine Familie nach Schweden. Ab 1945 studierte er an der Konsthögskola (Königliche Kunstakademie) und an der Schule für dekorative Kunst in Stockholm. Von 1947 bis 1948 besuchte er Paris. Im Jahr 1950 hatte er seine erste Einzelausstellung in der Galleri-Noa Noa in Kopenhagen.

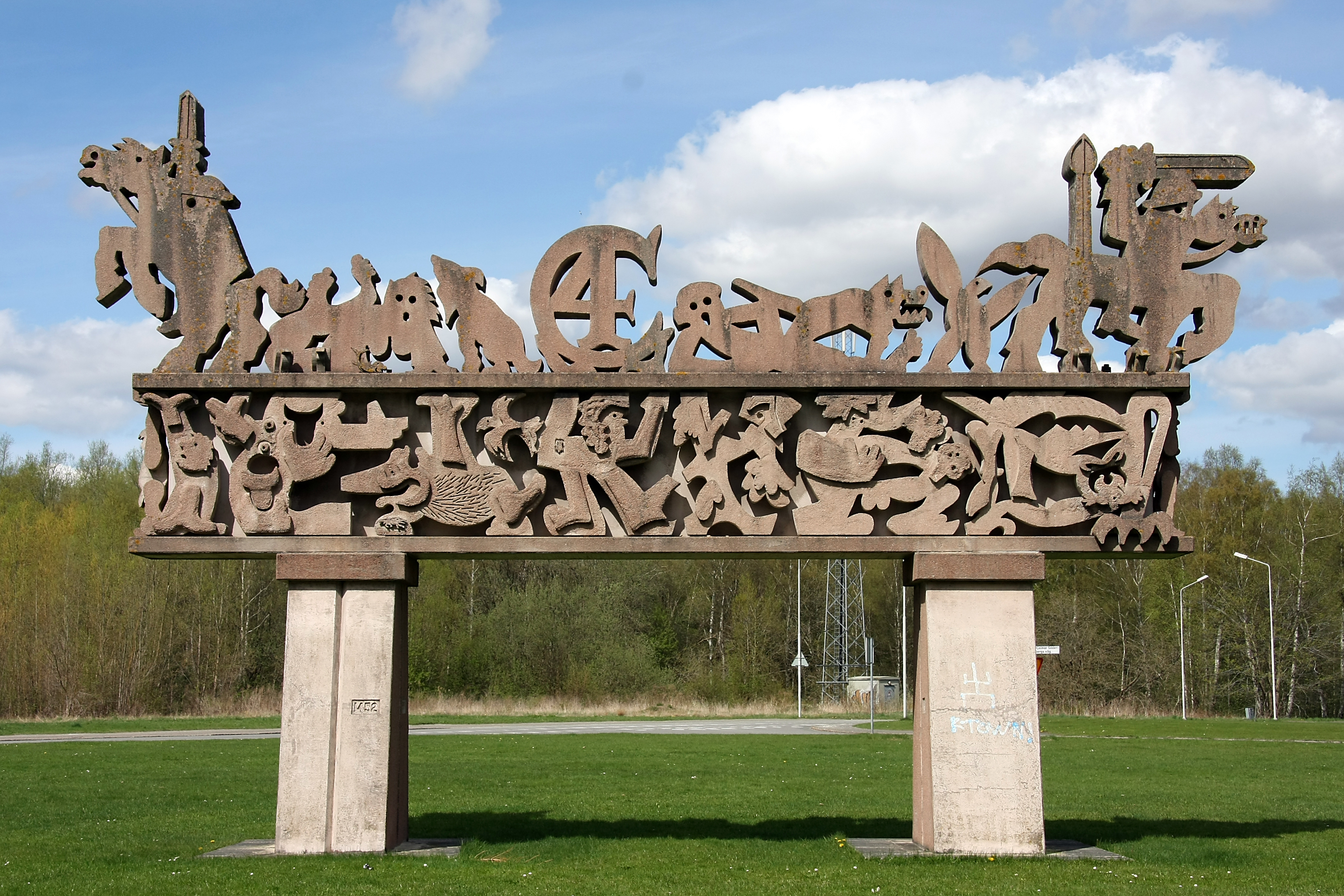
Skulptur in Kristianstad

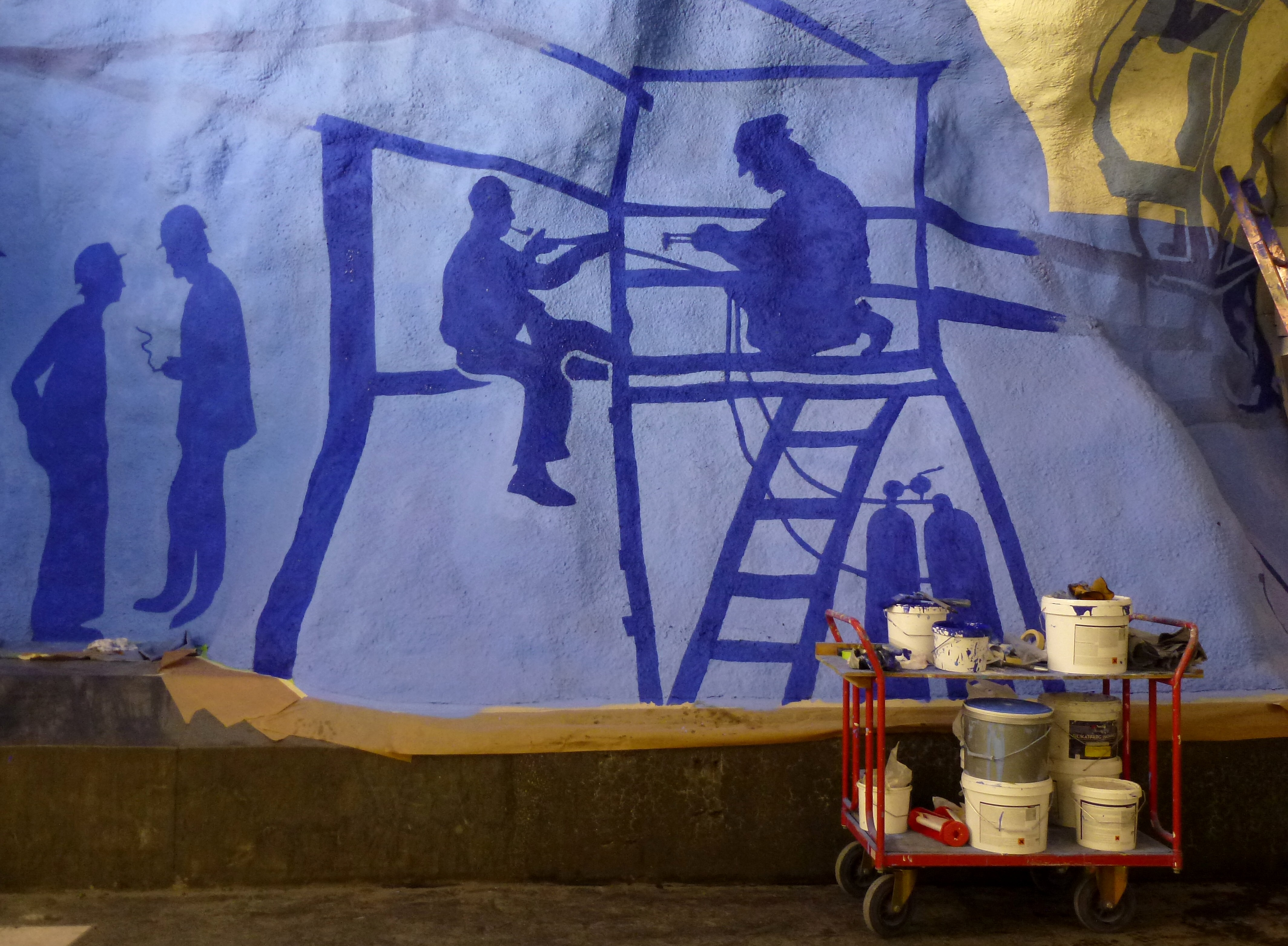
Gestaltung einer U-Bahn-Station in Stockholm

Zu dieser Zeit schuf er Zeichnungen, Aquarelle und Radierungen. Im Jahr 1954 entwarf er die Ausstattung für das Ballett Spiralen, des Konserthus in Stockholm. Ab Mitte der 1950er Jahre wandte er sich der Collage zu, schuf geschweißte Metall-Skulpturen und Holz- und Papier-Assemblagen.
In den frühen 1960er Jahren machte er eine Reihe von flachen Relief-Arbeiten mit offenen Schichten aus Holz. Im gleichen Zeitraum entstanden eine Reihe von Installationen mit Holz, Draht und anderen Materialien, die lose montiert und oft auch bewegliche Teile enthielten, als Kinetische Objekte. Ultvedt schuf auch kleine Assemblagen mit beweglichen Teilen mit Elektromotoren.
Im Jahr 1962 arbeitete er mit Robert Rauschenberg, Jean Tinguely, Niki de Saint Phalle und Daniel Spoerri an der Installation zur Ausstellung Dylaby (dynamisches Labyrinth) im Stedelijk Museum in Amsterdam zusammen, für die ein Labyrinth von Räumen gebaut wurde, jeder mit Assemblagen und andere Gegenstände ausgestattet.
Gemeinsam mit Saint Phalle und Tinguely installierte er im Jahre 1966 die riesige Installation Sie: Eine Kathedrale für eine Ausstellung im „Modernen Museum“ in Stockholm. Diese bestand aus einer großen, sitzenden 25 Meter langen Frauenskulptur, zwischen deren Beinen der Zuschauer eine Reihe von miteinander verbundenen Räumen, eine Bar und ein Kino erreichen konnte. Nach der Ausstellung wurde die Installation zerstört.
Im Jahr 1968 war er mit 5 kinetischen Objekten Teilnehmer der 4. documenta in Kassel. Im Jahre 1972 begann er satirische Cartoons zu zeichnen. Er reiste im Jahr 1973 nach Frankreich und im Jahr 1977 nach Mexiko. In den 1980er Jahren schuf er eine Reihe von öffentlichen Skulpturen, wie die Déjeuner sur l’herbe (1984) für den Folkets Park in Motala.